# Le Journal de Gloumov
Pour plus de détails, voir Fiche technique et Distribution.
Le Journal de Gloumov (en russe : Дневник Глумова, Dnevnik Glumova) est un court métrage de Sergueï Eisenstein.
Il s'agit du premier film du réalisateur russe Sergueï Eisenstein.
En 1923, Sergueï Eisenstein réalise ce court métrage afin qu'il soit diffusé au théâtre avant la représentation de la pièce Un homme sage d'Alexandre Ostrovski.
Le court métrage est censé évoquer les pensées de Gloumov mais il semble qu'il soit davantage réalisé pour montrer « l'actualité » de la pièce. En effet, Un homme sage a été écrit au XIXe siècle, mais Eisenstein s'en prend aux spéculateurs accusés de provoquer les guerres pour vendre des canons et on pense plus aux débats sur les origines de la Première Guerre mondiale.

## Fiche technique
- Titre français : Le Journal de Gloumov
- Titre original : Дневник Глумова (Dnevnik Glumova)
- Réalisation, scénario et montage : Sergueï Eisenstein
- Photographie : Evgueny Frantzisson
- Instructeur : Dziga Vertov
- Production : Proletkult, aidée par Goskino
- Pays de production : URSS
- Format : noir et blanc, muet, 35 mm
- Durée : 5 minutes
- Date de sortie : 1923

## Distribution
- Grigori Alexandrov
- Maxime Strauch
- Vera Yanowkova
- Sergueï Eisenstein